# Blanca Curi
Blanca Curi (Buenos Aires; 28 de enero de 1950 - Ibídem; 19 de agosto de 2010) fue una tarotista argentina.

## Biografía
Fue una cuestionada mentalista importante de Argentina junto a Lily Sullos, Martha Bruno y Aschira. Empezó a tomar relevancia en la década de 1980, por entonces con el nombre de Blanca de Gómez.

Escribió libros sobre horóscopos y predicciones
Falleció el jueves 19 de agosto de 2010 en el sanatorio de La Trinidad del barrio porteño de Palermo, donde estaba ingresada por una insuficiencia respiratoria a causa de un ataque cardíaco, según informaron sus familiares.